# 梅諾米尼鎮區 (密歇根州)
梅諾米尼鎮區（英語：Menominee Township）是位於美國密歇根州梅諾米尼縣的一個行政鎮區。

## 地方資料
梅諾米尼鎮區的面積為190.2平方千米，當中陸地面積為188.30平方千米，而水域面積為1.90平方千米。根據2020年美國人口普查的數據，當地共有人口3364人，而人口密度為每平方千米17.69人。